# Tomosvaryella pilosiventris
Tomosvaryella pilosiventris är en tvåvingeart som beskrevs av Becker 1900. Tomosvaryella pilosiventris ingår i släktet Tomosvaryella och familjen ögonflugor.
Artens utbredningsområde är Egypten. Inga underarter finns listade i Catalogue of Life.